# 蘭芳道

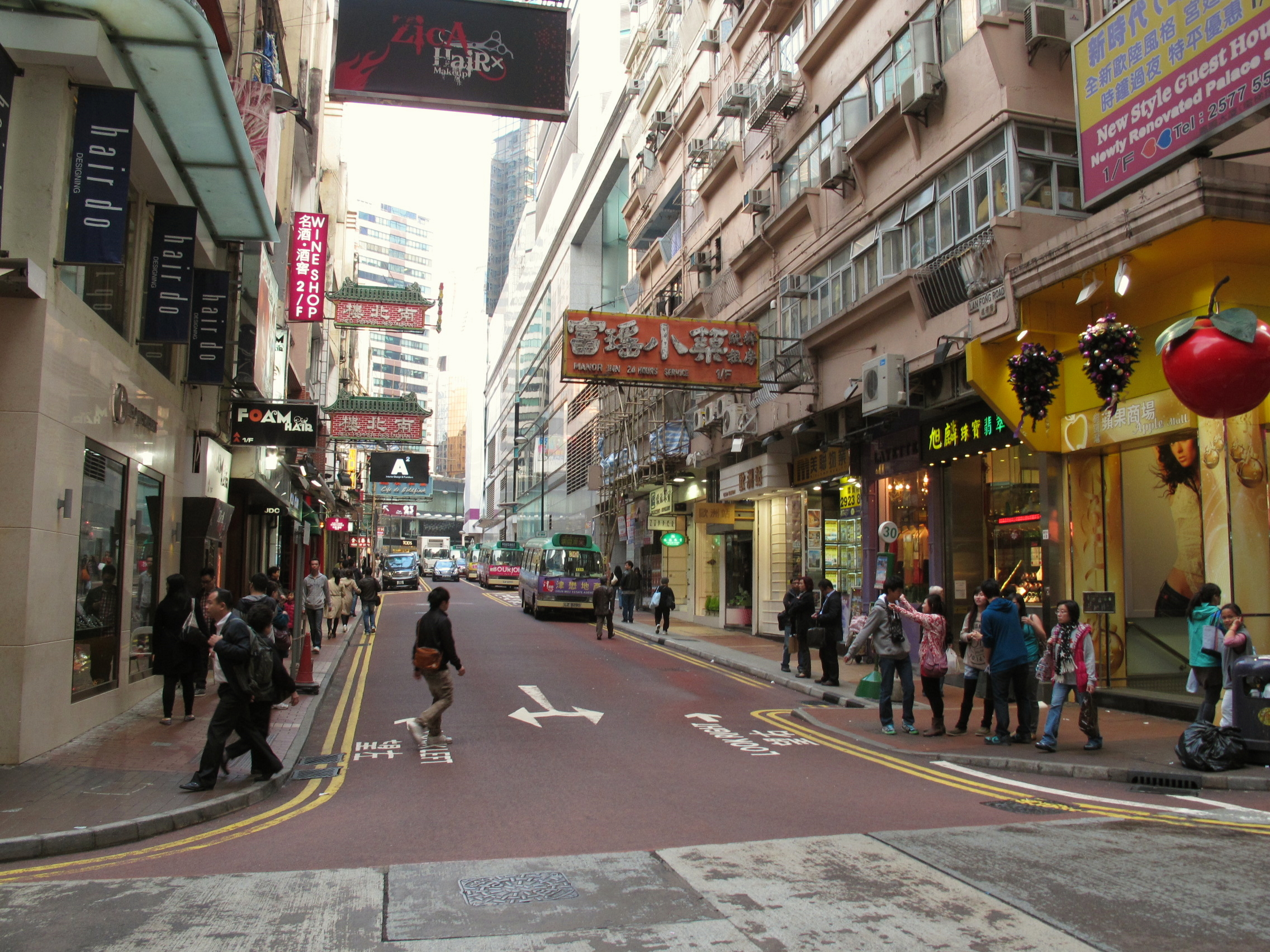
2011年的蘭芳道

22°16′43″N 114°11′04″E / 22.2786813°N 114.1843804°E
蘭芳道（英語：Lan Fong Road）是香港銅鑼灣一條西行街道，東接恩平道近利園二期，西接利園山道近寶榮大樓，全長只有約 0.13 公里，與啟超道、白沙道、希慎道平行。
此外，蘭芳道亦是多個港島專線小巴路線的總站，所以平日有許多乘客在此候車。
蘭芳道，是於1953年在利園山開闢出來的街道，當年5月22日，香港政府憲報公佈此街定名為蘭芳道, 並把「北平道」改為「恩平道」，「怡和山道」改為「利園山道」。，蘭芳道是以香港早期富商利希慎的妻子黃蘭芳命名。利希慎家族亦是蘭芳道所在的利園/利園山的發展商。

## 途經建築物

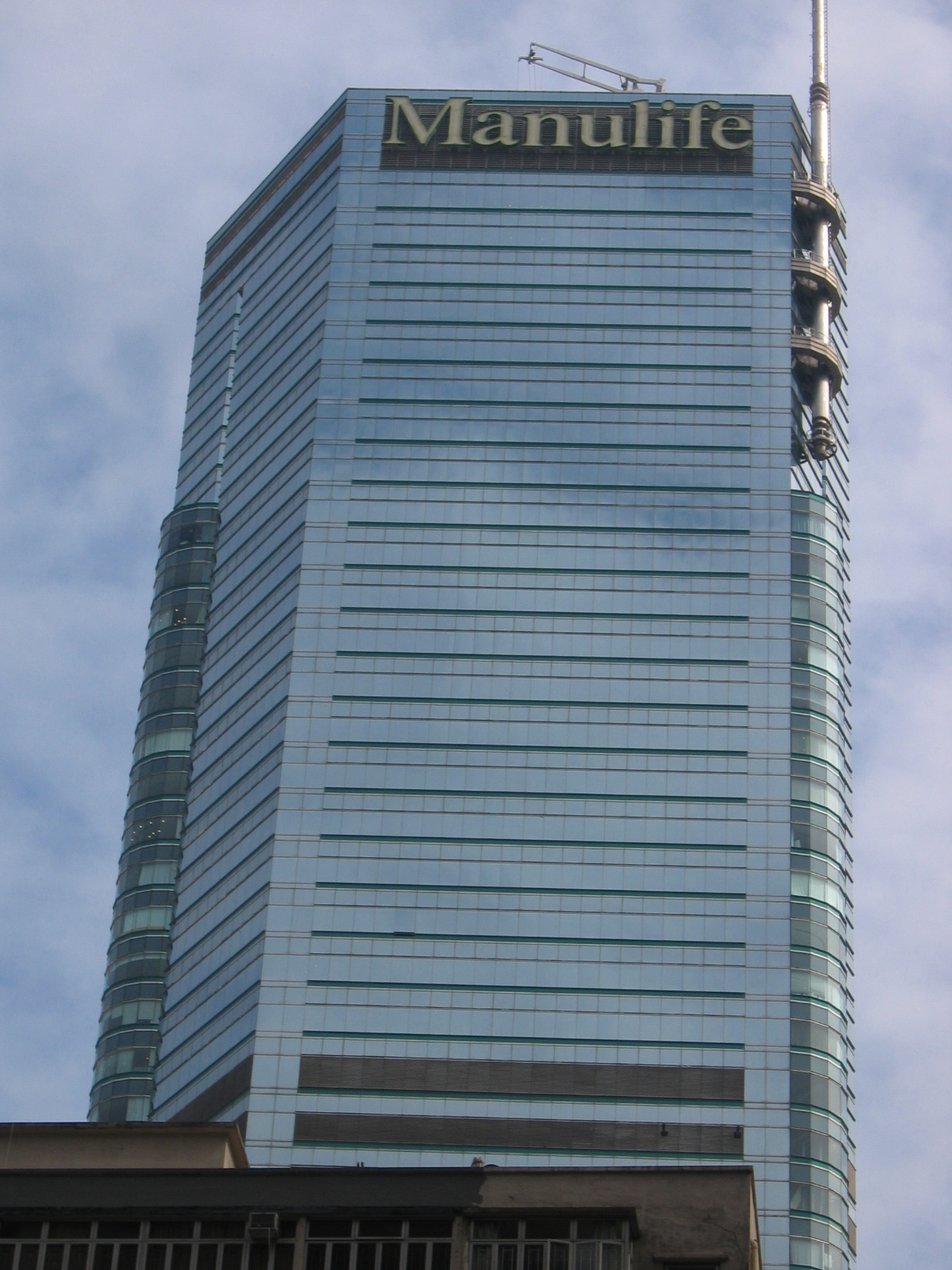
從利園山的西北面仰望，可以清楚見到當時仍為宏利保險大廈的利園一期掛上宏利保險標誌。攝於2005年12月15日。

除了小巴站外，蘭芳道也與白沙道相似，在街道右方建有不少唐樓（全部唐樓的門牌數字皆為單數），而左方則建有建築面積逾 90 萬平方呎的利園一期（前稱宏利保險大廈），是銅鑼灣的主要建築，同時也是全港第十高的摩天大樓，共有 53 層。另外，在該街道的西端亦建有建於地底的蘋果商場。開業超過50年的港式扒房金雀餐廳和已故武打巨星李小龍《死亡遊戲》到場取景的南北樓也在該街道。

## 店舖空置的情況
隨着銅鑼灣舖租日趨上升，利園山道一帶的商店抵不住經濟寒流而結業，以致該地區有許多「吉舖」，即空置的店舖，而蘭芳道於2016年初已成為該地區最嚴重的街道，曾經有3間店舖空置。